# Canal de Tinian
El Canal de Tinian (en inglés: Tinian Channel) es un cuerpo de agua de ocho kilómetros de ancho, en las Islas Marianas del Norte, un territorio estadounidense en el Océano Pacífico. Se encuentra al sur de la isla de Tinian (15 ° 00'N., 145 ° 38'E.) y además al noreste de la isla de Aguijan, estando separadas ambas islas por el canal. Juntas, las dos islas forman la Municipalidad de Tinian.